# 華研國際音樂
華研國際音樂（英語：HIM International Music Inc.），台灣音樂製作與演藝經紀公司，由前上華唱片董事長呂燕清在公司被寶麗金唱片收購後於1999年5月1日創立。創立時名為「華葳音樂國際股份有限公司」（Huawei Music International Inc.），設立時實收資本額為新台幣貳億元。2000年1月1日公司更名為「宇宙國際音樂股份有限公司」（Grand Music International Inc.），2001年4月1日公司更名為「數碼音樂國際股份有限公司」（Digital Music International Inc.），2001年9月1日公司更名為華研國際音樂股份有限公司。同日月改為具有递归缩写的現名。其出版作品於海外的代理發行，在中國大陸境內由經典五大（北京）負責，香港地區則由維高文化負責。2012年10月26日，華研國際音樂以每股新台幣60元在中華民國證券櫃檯買賣中心登錄興櫃交易（櫃檯中心：8446），是台灣第一家興櫃的文創產業公司。2013年12月19日，華研國際音樂正式在櫃買中心掛牌上櫃。

## 旗下藝人

### 華研國際音樂

#### 男歌手
| 男歌手            | 男歌手            | 男歌手      | 男歌手 |
| ----------------- | ----------------- | ----------- | ------ |
| 尤秋興 (動力火車) | 顏志琳 (動力火車) | 林宥嘉      | 李友廷 |
| 77Ke 柯棨棋       | 耿斯漢            | +How 李家皓 | 郭幼康 |

#### 男藝人
| 男藝人 | 男藝人 | 男藝人 | 男藝人 |
| ------ | ------ | ------ | ------ |
| 陳昊森 |        |        |        |

#### 女歌手
| 女歌手 | 女歌手     | 女歌手 | 女歌手 |
| ------ | ---------- | ------ | ------ |
| 陳小霞 | JUD 陳泳希 | 郁可唯 | 曾沛慈 |
|        |            |        |        |

#### 女藝人
| 女藝人 | 女藝人 | 女藝人 | 女藝人 |
| ------ | ------ | ------ | ------ |
| 劉子絢 | 林葦妮 | 丁文琪 |        |

#### 團體組合
| 團體組合 | 團體組合 | 團體組合 | 團體組合 |
| -------- | -------- | -------- | -------- |
| 動力火車 | babyMINT |          |          |

#### 文創
| 文創           | 文創             | 文創         | 文創           |
| -------------- | ---------------- | ------------ | -------------- |
| 插畫家：爽爽貓 | 插畫家：掰掰啾啾 | 插畫家：迷路 | 插畫家：小勞撫 |
| 插畫家：陳森田 |                  |              |                |

### 華茂文創（HM Music）

#### 男歌手
| 男歌手 | 男歌手 | 男歌手 | 男歌手 |
| ------ | ------ | ------ | ------ |
| 李友廷 |        |        |        |

### 宏華文創（Blooming Music & Arts）

#### 男歌手
| 男歌手   | 男歌手 | 男歌手 | 男歌手 |
| -------- | ------ | ------ | ------ |
| 黃祝賢儒 |        |        |        |

#### 團體組合
| 團體組合 | 團體組合 | 團體組合 | 團體組合 |
| -------- | -------- | -------- | -------- |
| 沒有才能 |          |          |          |

## 已解約藝人
| 康淨淳 （2000年簽約，2002年合約到期）                                             | 呂方 （2000年簽約，2002年合約到期）                                           | 張智成 （2002年簽約，2006年合約到期） | JS （2004年簽約，2006年2月28日合約到期）                                                              |
| 陳忠義 (JS) （2004年簽約，2006年2月28日合約到期）                                 | 陳綺萱 (JS) （2004年簽約，2006年2月28日合約到期）                             | 阿桑 （2003年簽約，2006年11月12日合約到期） | 董事長樂團 （2000年簽約，2001年7月22日合約到期）                                                      |
| 杜文祥 (董事長樂團) （2000年簽約，2001年7月22日合約到期）                         | 吳永吉 (董事長樂團) （2000年簽約，2001年7月22日合約到期）                     | 林大鈞 (董事長樂團) （2000年簽約，2001年7月22日合約到期）                                                                                          | 林俊民 (董事長樂團) （2000年簽約，2001年7月22日合約到期）                                             |
| 龔詩嘉 （2005年簽約，2007年12月25日合約到期）                                     | 安伯政 （2007年簽約，2008年合約到期）                                         | 楊宗緯 （2007年簽約，2007年合約到期），2007轉投華納唱片，2011年轉投環球唱片，2015年轉投天浩盛世，2021年自設工作室                                  | 花園精靈 (Garden Sister) （2006年簽約，同年解約）                                                     |
| 林珈安 (花園精靈 (Garden Sister)) （2006年簽約，同年解約）                        | 吳艾倫 (花園精靈 (Garden Sister)) （2006年簽約，同年解約）                    | 藍又時 2003年簽約，2007年合約到期，2007年轉投亞神音樂                                                                                              | 吳尊 (飛輪海) （2005年簽約，2011年合約到期）                                                          |
| 盧學叡 2007年簽約，2007年合約到期，2007年轉投台灣索尼音樂娛樂，2010年轉投愛貝克思 | 謝震廷 2007年簽約，2011年合約到期，2013年轉投十全媒體唱片，2018年轉投種子音樂 | 劉明峰 2007年簽約，2011年合約到期 | 林維哲 （2010年簽約並組成SIGMA出道，2012年退團並解約）                                                |
| 許仁杰 （2007年簽約，2011年合約到期）                                             | 劉明湘 （2009年簽約，2011年解約），2011年轉投喜歡音樂                         | 潘裕文 （2007年簽約，2011年合約到期）2011年自創夢不落工作室，2012年轉投亞神音樂，2017年轉投闊思音樂                                                | 孫自佑 （2009年簽約，2012年解約），2013年轉投海蝶音樂                                                 |
| 呂建中 （Tank） （2005年簽約，2012年合約到期）                                    | 劉力揚 （2008年簽約，2012年合約到期，同年轉投華誼兄弟）                       | 徐凱希 （鴨子） （2007年簽約，2012年合約到期，轉到鳳凰藝能，現為女子團體Twinko成員），2013年轉投Mios音樂，2014年轉投種子音樂，2017年轉投紅元素音樂 | 李宣榕 2007年簽約，2007年合約到期，2007年轉投台灣索尼音樂娛樂，2017年轉投種子音樂，2020年轉投福茂唱片 |
| 汪東城 (飛輪海) （2005年簽約，2012年合約到期)                                     | 倪安東 （2009年簽約，2015年合約到期）                                         | 賀軍翔 （2010年簽約，2015年合約到期） | 李宇 （2009年簽約，2010年組成SIGMA出道，2013年SIGMA解散，2014年合約到期）                             |
| 楊永聰 （2013年簽約，2015年解約）                                                 | 郭品超 （2010年簽約，2016年合約到期）                                         | 周定緯 （2007年簽約出道，2010年組成SIGMA，2013年SIGMA解散，2016年7月底合約到期）                                                                   | 黃新皓 （2014年簽約，2016年7月底解約）                                                                |
| 陳匡怡 (2011年簽約，2016年合約到期)                                               | 邱翊橙 (毛弟)(JPM) （2015年簽約，2017年合約到期，轉到百鴻揚娛樂）             | 潘柏希 (2015年簽約，2017年合約到期) | 蘇見信 (2014年簽約，2017年合約到期，2018年自創狠耐聽音樂工作室，2019年轉投何樂音樂)                   |
| 辰亦儒 (飛輪海) （2005年簽約，2018年合約到期）                                    | 任家萱 (S.H.E) （2000年簽約，2018年9月30日合約到期，已自創任真美好）          | 田馥甄 (S.H.E) （2000年簽約，2018年9月30日合約到期，已自創樂來樂好）                                                                               | 陳嘉樺 (S.H.E) （2000年簽約，2018年9月30日合約到期，已自創勁樺娛樂）                                  |
| 謝佳見 （2016年簽約，2019年合約到期，轉到輝映藝和創藝）                           | 林美秀 （2014年簽約，2018年合約到期，轉到繁星浩月娛樂）                       | 炎亞綸 (飛輪海) （2005年簽約，2019年10月24日合約到期，2019年自創晴空鳥國際有限公司，2020年轉投台灣索尼音樂娛樂）                                   | 鍾欣愉 （2011年簽約，2019年合約到期，轉到繁星浩月娛樂）                                               |
| 林艾璇 (Popu Lady) （2010年簽約，2019年合約到期，轉到輝映藝和創藝）               | 洪詩涵 (Popu Lady) （2012年簽約，2019年合約到期，轉到繁星浩月娛樂）           | 吳昀廷 (Popu Lady) （2012年簽約，2019年合約到期，轉到繁星浩月娛樂）                                                                                | 陳庭萱 (Popu Lady) （2012年簽約，2019年合約到期，轉到球狀星團娛樂）                                   |
| 劉宇珊 (Popu Lady) （2012年簽約，2020年合約到期，轉到繁星浩月娛樂）               | 邱勝翊 (JPM) （2015年簽約，2020年合約到期，轉到喜鵲娛樂）                     | 廖允傑 (JPM) 2015年簽約，2020年合約到期 | 黃柏語 2014年簽約，2020年合約到期                                                                     |
| 飛輪海 （2005年簽約，2019年10月24日合約到期）                                     | JPM （2015年簽約，2020年合約到期）                                            | 謝和弦 （2003年簽約，2007年合約到期，2007年轉投亞神音樂，2014年轉投華納唱片，2020年轉投馬槽音樂）                                                  | Popu Lady （2012年簽約，2020年2月29日合約到期）                                                       |
| 王儷婷 （2009年簽約，2021年合約到期）                                             | 江宏傑 （2017年簽約，2023年合約到期）                                         | 文慧如 （2017年簽約，2024年合約到期） | 林愷倫 （2017年簽約，2024年合約到期，2024年自創Boots n’ Cats Records個人工作室）                      |
| 周蕙 （2013年簽約，2024年合約到期，2025年轉投群石國際）                           |                                                                               | | |

## 發行唱片列表
| 編號                         | 唱片名稱                                                | 歌手        | 發行時間 |
| ---------------------------- | ------------------------------------------------------- | ----------- | -------- |
| GMG2001                      | 袁惟仁同名专辑                                          | 袁惟仁      | 2000年   |
| GMG2002                      | 你袂了解                                                | 董事長樂團  | 2000年   |
| GMG2003                      | 晒太阳                                                  | 康净淳      | 2000年   |
| GMG2005                      | 跨世纪精选                                              | 黃乙玲      | 2000年   |
| GMG2006A                     | 忠孝東路走九遍                                          | 動力火車    | 2001年   |
| GMG2008A                     | DEAR                                                    | 呂方        | 2001年   |
| GMG2009A1                    | 女生宿舍                                                | S.H.E       | 2001年   |
| GMG2010A                     | UPS不斷電                                               | 動力火車    | 2002年   |
| HIM2011A1                    | 青春株式會社                                            | S.H.E       | 2002年   |
| HIM2012A                     | 流行ABC                                                 | 合輯        | 2002年   |
| HIM2013A1                    | May I Love You?                                         | 張智成      | 2002年   |
| HIM2015A1 HIM2015A2          | 美麗新世界                                              | S.H.E       | 2002年   |
| HIM2016A                     | Man                                                     | 動力火車    | 2002年   |
| HIM2017A1 HIM2017A2          | Together 新歌+精选                                      | S.H.E       | 2003年   |
| HIM2018A1                    | 凌晨三點鐘                                              | 張智成      | 2003年   |
| HIM2019A                     | 薔薇之戀                                                | 电视原聲帶  | 2003年   |
| HIM2020A1 HIM2020A2          | Super Star                                              | S.H.E       | 2003年   |
| HIM2021A1                    | 受了點傷                                                | 阿桑        | 2003年   |
| HIM2022A                     | LISTEN TO ME                                            | 張智成      | 2003年   |
| HIM2023A1                    | 最愛S.H.E 冬日音樂紀念冊                                | 合輯        | 2003年   |
| HIM2025A1 HIM2025A2          | 奇幻旅程                                                | S.H.E       | 2004年   |
| HIM2026A1                    | 就是紅光輝全紀錄                                        | 動力火車    | 2004年   |
| HIM2027A                     | 愛原色～創作人原音大碟2004                              | 合輯        | 2004年   |
| HIM2028A1                    | 愛的重唱曲                                              | 合輯        | 2004年   |
| HIM2029A                     | Anybody out there                                       | So What     | 2004年   |
| HIM2030A1 HIM2030A2          | 搜藏                                                    | 張智成      | 2004年   |
| HIM2031A                     | 遇見未來                                                | JS          | 2004年   |
| HIM2032A1                    | Throwback Vol.1                                         | Boyz II Men | 2004年   |
| HIM2033A1                    | Adagio                                                  | Sweetbox    | 2004年   |
| HIM2035A                     | 寂寞在唱歌VOL.1                                         | 合輯        | 2004年   |
| HIM2036A                     | 寂寞在唱歌VOL.2                                         | 合輯        | 2004年   |
| HIM2037A1                    | 仙劍奇俠傳                                              | 电视原聲帶  | 2004年   |
| HIM2038A1                    | Encore                                                  | S.H.E       | 2004年   |
| HIM2039A1                    | 冬日音樂紀念冊 2                                        | 合輯        | 2004年   |
| HIM2040A1                    | 寂寞在唱歌                                              | 阿桑        | 2005年   |
| HIM2041A1                    | 奇幻樂園台北演唱會                                      | S.H.E       | 2005年   |
| HIM2042A1                    | 13 Chapters                                             | Sweetbox    | 2005年   |
| HIM2043A1                    | 愛的主題歌                                              | 合輯        | 2005年   |
| HIM2046A1                    | 1995-2005 The Best Of...                                | Sweetbox    | 2005年   |
| HIM2051A1                    | 快樂                                                    | 張智成      | 2005年   |
| HIM2052A1                    | 真命天女                                                | 电视原聲帶  | 2005年   |
| HIM2053A1                    | 天外飛仙                                                | 电视原聲帶  | 2006年   |
| HIM2055A1                    | 好·詩嘉                                                 | 龔詩嘉      | 2005年   |
| HIM2056A1                    | 不想長大                                                | S.H.E       | 2005年   |
| HIM2057A1                    | 終極一班                                                | 电视原聲帶  | 2005年   |
| HIM2058A1 HIM2058A2          | Fighting！生存之道                                      | Tank        | 2006年   |
| HIM2059A1 HIM2059A2          | 愛情樹                                                  | 張智成      | 2006年   |
| HIM2060A1                    | 東方茱麗葉                                              | 电视原聲帶  | 2006年   |
| HIM2061A1                    | 好·詩嘉CD+DVD                                           | 龔詩嘉      | 2006年   |
| HIM2068A1                    | Forever 新歌+精選                                       | S.H.E       | 2006年   |
| HIM2065A1                    | 花樣少年少女                                            | 电视原聲帶  | 2006年   |
| HIM2066A                     | 白色巨塔                                                | 电视原聲帶  | 2006年   |
| HIM2069A1                    | 移動城堡演唱會Live@H.K.紅磡體育館                       | S.H.E       | 2006年   |
| HIM2067A1                    | 飛輪海同名專輯                                          | 飛輪海      | 2006年   |
| HIM2070A1 HIM2070A2          | 延長比賽                                                | tank        | 2007年   |
| HIM2071A1                    | 星光同學會 超級星光大道10強紀念合輯                     | 星光幫      | 2007年   |
| HIM2075A1                    | 終極一家                                                | 电视原聲帶  | 2007年   |
| HIM2076A HIM2076A1           | Play                                                    | S.H.E       | 2007年   |
| HIM2077A1                    | 昨天今天明天 愛星光精選                                 | 星光幫      | 2007年   |
| HIM2078A1                    | 鬥牛要不要                                              | 电视原聲帶  | 2007年   |
| HIM2079A HIM2079A1 HIM2079A2 | 雙面飛輪海                                              | 飛輪海      | 2008年   |
| HIM2080A2                    | 我就是这样                                              | 刘力扬      | 2008年   |
| HIM2081A1                    | 神秘嘉賓                                                | 林宥嘉      | 2008年   |
| HIM2083A HIM2083A1           | 我的電台FM S.H.E                                        | S.H.E       | 2008年   |
| HIM2085A1 HIM2085A2          | 越來越愛                                                | 飛輪海      | 2009年   |
| HIM2086A1                    | 繼續轉動                                                | 動力火車    | 2009年   |
| HIM2087A1 HIM2087A2          | 第三回合                                                | tank        | 2009年   |
| HIM2088A1                    | 感官/世界                                               | 林宥嘉      | 2009年   |
| HIM2089A1 HIM2089A2          | 夢·想·家                                                | 潘裕文      | 2009年   |
| HIM2090A1                    | 同名專輯                                                | Olivia Ong  | 2010年   |
| HIM2091A1 HIM2091A2          | Shero                                                   | S.H.E       | 2010年   |
| HIM2092A1                    | 夏夜晚風Live影音專輯                                    | Olivia Ong  | 2010年   |
| HIM2093A1                    | TO HEBE                                                 | 田馥甄      | 2010年   |
| HIM2095A1 HIM2095A2          | 太熱                                                    | 飛輪海      | 2010年   |
| HIM2096A1                    | 第一課                                                  | 倪安東      | 2010年   |
| HIM2097A1 HIM2097A2          | SIGMA首張同名專輯                                       | SIGMA       | 2010年   |
| HIM2098A1                    | 美妙生活                                                | 林宥嘉      | 2011年   |
| HIM2099A1                    | Romance                                                 | Olivia Ong  | 2011年   |
| HIM2100A1                    | My Love                                                 | 田馥甄      | 2011年   |
| HIM2101A1                    | 旅途                                                    | 劉力揚      | 2011年   |
| HIM2102A1                    | love                                                    | 电影原聲帶  | 2012年   |
| HIM2103A1                    | wake up                                                 | 倪安東      | 2012年   |
| HIM2104A1 HIM2104A2          | 絕對達令                                                | 电视原聲帶  | 2012年   |
| HIM2105A1 HIM2105A2          | 大小說家                                                | 林宥嘉      | 2012年   |
| HIM2106A1 HIM2106A2          | 你在等什麼                                              | 汪東城      | 2012年   |
| HIM2107A1 HIM2107A2          | 紀念日                                                  | 炎亞綸      | 2012年   |
| HIM2108A1 HIM2108A2          | 花又開好了                                              | S.H.E       | 2012年   |
| HIM2109A1                    | 光                                                      | 動力火車    | 2013年   |
| HIM2110A1                    | Jazz Channel                                            | 林宥嘉      | 2013年   |
| HIM2111A1                    | 等等                                                    | Olivia Ong  | 2013年   |
| HIM2112A1                    | 小未來                                                  | Popu Lady   | 2013年   |
| HIM2113A1                    | Friends                                                 | 倪安東      | 2013年   |
| HIM2114A1                    | 我看見的世界                                            | 周蕙        | 2013年   |
| HIM2115A1 HIM2115A2          | 渺小                                                    | 田馥甄      | 2013年   |
| HIM2116A1                    | Stay                                                    | 楊永聰      | 2014年   |
| HIM2117A1                    | 大稻埕                                                  | 电影原聲帶  | 2014年   |
| HIM2118A1                    | Drama                                                   | 炎亞綸      | 2014年   |
| HIM2119A1                    | Cut                                                     | 炎亞綸      | 2014年   |
| HIM2120A1                    | 勇敢說出我愛你                                          | 原聲帶      | 2014年   |
| HIM2121A1                    | More                                                    | Popu Lady   | 2014年   |
| HIM2122A1 HIM2122A2          | 還在夏天呢                                              | 辰亦儒      | 2014年   |
| HIM2123A1                    | 3.1415                                                  | 任家萱      | 2015年   |
| HIM2124A1                    | 反正我信了                                              | 信          | 2015年   |
| HIM2125A1 HIM2125A2          | Why Not                                                 | 陳嘉樺      | 2015年   |
| HIM2126A1                    | Gossip Girls                                            | Popu Lady   | 2015年   |
| HIM2127A1 HIM2127A2          | 我的少女時代電影原聲帶                                  | 电影原聲帶  | 2015年   |
| HIM2128A1                    | 必娶女人                                                | 电视原声带  | 2015年   |
| HIM2129A1                    | 秦時明月                                                | 电视原声带  | 2015年   |
| HIM2130A1                    | 追婚日記                                                | 电影原声带  | 2015年   |
| HIM2131A1                    | 一把青                                                  | 电视原声带  | 2016年   |
| HIM2132A1 HIM2132A2          | 今日營業中                                              | 林宥嘉      | 2016年   |
| HIM2133A1                    | 大爺門                                                  | 信          | 2016年   |
| HIM2134A1                    | 永遠都在                                                | S.H.E       | 2016年   |
| HIM2135A1                    | 日常                                                    | 田馥甄      | 2016年   |
| HIM2136A1                    | 有時THE GREAT YOGA 有時口的形狀 林宥嘉演唱會自選LIVE CD | 林宥嘉      | 2017年   |
| HIM2137A1 HIM2137A2          | 渾身是勁                                                | 陳嘉樺      | 2016年   |
| HIM2138A1                    | 20 新歌Duet精選                                         | 動力火車    | 2016年   |
| HIM2139A1                    | High 5 制霸青春                                         | 电视原聲帶  | 2016年   |
| HIM2140A1                    | 稍息立正我愛你                                          | 电视原聲帶  | 2017年   |
| HIM2141A1                    | 我有我自己                                              | 閻奕格      | 2017年   |
| HIM2142A1                    | SHA YAN                                                 | 林愷倫      | 2018年   |
| HIM2143A1                    | 溫暖的弦                                                | 电视原聲帶  | 2018年   |
| HIM2146A1                    | 愛情進化論                                              | 电视原聲帶  | 2018年   |
| HIM2147A1                    | 不被遺忘的時光                                          | 周蕙        | 2018年   |
| HIM2148A1                    | 親愛的你＿＿怎樣的我                                    | 文慧如      | 2019年   |
| HIM2149A1                    | 路过人间                                                | 郁可唯      | 2019年   |
| HIM2150A1                    | 末日青春:補完計劃                                       | F.I.R.      | 2019年   |
| HIM2151A1                    | ？                                                      | 张韶涵      | 2020年   |
| HIM2152A1                    | 你的情歌                                                | 电影原声带  | 2020年   |
| HIM2153A1                    | 做工的人 原创音乐迷你专辑                               | 电视原声带  | 2020年   |
| HIM2155A1                    | Let Everything Happen                                   | 阎奕格      | 2020年   |
| HIM2156A1                    | 如果你也愛我就好了                                      | 李友廷      | 2020年   |
| HIM2157A1                    | 都是因为爱                                              | 动力火车    | 2021年   |
| HIM2158A1                    | 钻石之心                                                | F.I.R.      | 2021年   |
| HIM2160A1                    | 99% Angel                                               | 林恺伦      | 2021年   |
| HIM2161A1                    | 躯壳_人生                                               | 耿斯汉      | 2021年   |
| HIM2163A1                    | 還原                                                    | 文慧如      | 2022年   |
| HIMCD0076                    | 薔薔                                                    | 陳嘉樺      | 2007年   |
| HIMCD0084                    | FM S.H.E 我的電台 预购單曲                              | S.H.E       | 2008年   |
| HIMCD0085                    | FM S.H.E 我的電台 紀念台呼單曲                          | S.H.E       | 2008年   |
| HIMCD0086                    | 夏雨詩                                                  | 潘裕文      | 2008年   |
| HIMCD0087                    | So What                                                 | 周定纬      | 2008年   |
| HIMCD0088                    | 梦见                                                    | 許仁杰      | 2008年   |
| HIMCD0093                    | 愛的3溫暖                                               | S.H.E       | 2009年   |
| HIMCD0094                    | Canon Rock                                              | JerryC      | 2009年   |
| HIMCD0096                    | 轉寄劉力揚                                              | 劉力揚      | 2009年   |
| HIMCD0108 HIMCD0109          | 下一個炎亞綸 下一個炎亞綸(超我版)                       | 炎亚纶      | 2011年   |
| HIMCD0114                    | My Love                                                 | 田馥甄      | 2011年   |
| HIMCD0115                    | 重作一個夢                                              | 任家萱      | 2011年   |
| HIMCD0116                    | 我就是…                                                 | 陳嘉樺      | 2012年   |
| HIMCD0117                    | 一直一直愛                                              | Popu Lady   | 2012年   |
| HIMCD0118                    | 口的形狀                                                | 林宥嘉      | 2014年   |
| HIMCD0119                    | My All My All                                           | Cheers      | 2017年   |
| HIMCD0120                    | In                                                      | 辰亦儒      | 2017年   |
| HIMCD0121                    | 亮了                                                    | 曾之乔      | 2017年   |
| HIMCD0122A1                  | Attention                                               | 邱勝翊      | 2017年   |
| HIMCD0123A1                  | 最想去的地方                                            | 炎亞綸      | 2018年   |
| HIMCD0124A1                  | 親愛的怪物                                              | 炎亞綸      | 2018年   |
| HIMCD0125                    | BabeBao2.0                                              | 寶兒        | 2019年   |
| HIMCD0126A2                  | 豁然律                                                  | 周蕙        | 2020年   |

## 爭議事件
2015年9月22日，華研國際音樂宣布決定以網友票選的方式踢除Popu Lady其中一名團員，並將投票網站正式上線。被踢除的團員不得再參加其後的專輯演唱及宣傳，贏家則可推出個人寫真EP，此舉亦引起話題。10月2日，《Get Out Of Popu Lady》淘汰賽由粉絲投票至11月20日。期間，票數過高且呈現不合邏輯狀態，網友一致認為是黑箱作業，但對此華研音樂稱絕無黑箱作業，是粉絲投票「太過踴躍」，引發網友吐槽，「以前節目投票也不見粉絲這麼熱情」。
同年11月22日，淘汰賽公布結果當天，網路投票加上現場500位歌迷投票，最後兩名的大元跟宇珊票數完全相同（皆38072票），華研音樂宣布不淘汰任何團員。但此活動已引起歌迷甚至各媒體的負面反應，包括「瞎爆！」、「整場淘汰賽是一場最荒唐的鬧劇」、「超爛行銷」、「根本是炒新聞」等對華研音樂的不佳觀感。
2016年7月，華研旗下歌手田馥甄推出新專輯《日常》，砸錢邀韓國導演Jinsoo Chung拍攝〈人間煙火〉MV，推出短短一天卻招致一片負面評論，被形容為「遊覽車上的卡拉OK伴唱帶」，華研表示「尊重藝術創作」。但其後，歌迷於國外影音網站發現，此位韓國導演早在數年前即拍攝過一支個人微電影，而〈人間煙火〉MV中的美國外景即是挪用此舊作片段。8月，田馥甄宣布於台北小巨蛋開唱，但又因賣票系統問題，親自發文回應。
2016年10月22日，華研以一張「單曲」499元的售價發行旗下藝人Ella的2016年單曲《渾身是勁》，並僅販售限量的「2016張」，單曲的高昂價格引起廣大歌迷反彈。同月26日，Ella個人臉書表示將售價由499元降至299元，希望能平息歌迷反彈，但價格來回更改已引起不滿。
2018年3月26日，田馥甄宣布將推出4張個人專輯的黑膠版本，不料引起部分歌迷反彈，認為華研國際音樂不斷以舊作品換新包裝重新販售，作法同之前 S.H.E 的「小時帶」卡帶，皆是以同樣內容再製吸引粉絲消費。對此，田馥甄親上火線回應：「消費是一種選擇，有選擇的時候就是自由的。我猜想公司推出黑膠唱片其中的心意，應該是覺得用心製作的四張專輯，值得用另一種音質形式呈現或記錄；同時也想與對聲音有更進一步追求或熱愛黑膠的朋友分享。」

## 外部連結
- 華研國際音樂 （页面存档备份，存于）
- 北京華研國際音樂的新浪微博
- YouTube上的華研國際音樂頻道
- 新加坡華研國際音樂的X（前Twitter）
- 華研國際的Facebook專頁
- 馬來西亞華研國際音樂的Facebook專頁
- 新加坡華研國際音樂的Facebook專頁
- 台灣公司資料 （页面存档备份，存于）